# كوينتون هوسلي
كوينتون هوسلي (بالإنجليزية: Quinton Hosley)‏ مواليد 25 مارس 1984 في نيويورك، هو لاعب كرة سلة أمريكي. بدأ مسيرته الاحترافية في سنة 2007. يبلغ طوله 6 قدم 7 بوصة (2.0 م).

## المسيرة الاحترافية
لعب مع كارشياكا في موسم 2007–2008، ثم لعب مع ريال مدريد لكرة السلة في الدوري الإسباني في سنة 2008، ثم لعب مع غلطة سراي لكرة السلة في الدوري التركي في موسم 2008–2009، ثم لعب مع جوفينتوت بادالونا في الدوري الإسباني في موسم 2010–2011، ثم لعب مع دينامو باسكت ساساري في الدوري الإيطالي في موسم 2011–2012، ثم لعب مع جلونا غورا في موسم 2012–2013، ثم لعب مع فيرتوس روما في الدوري الإيطالي في موسم 2013–2014، ثم لعب مع جلونا غورا في موسم 2014–2015.

## إحصائيات المسيرة

### الدوري الأوروبي
| السنة   | الفريق                | لعب | بدأ | دقيقة | ميداني% | ثلاثية | حرة  | ارتداد | صنع | استلاب | تصدي | نقطة | أداء |
| ------- | --------------------- | --- | --- | ----- | ------- | ------ | ---- | ------ | --- | ------ | ---- | ---- | ---- |
| 2008–09 | ريال مدريد لكرة السلة | 13  | 7   | 16.3  | .463    | .348   | .718 | 3.2    | .5  | .8     | .5   | 8.6  | 8.8  |
| المسيرة |                       | 13  | 7   | 16.3  | .463    | .348   | .718 | 3.2    | .5  | .8     | .5   | 8.6  | 8.8  |

## روابط خارجية
- كوينتون هوسلي على موقع الدوري الأوروبي لكرة السلة (الإنجليزية)
- كوينتون هوسلي على موقع الدوري الإسباني لكرة السلة (الإسبانية)
- كوينتون هوسلي على موقع كرة السلة الأوروبية.كوم (الإنجليزية)
- كوينتون هوسلي على موقع DraftExpress.com (الإنجليزية)
- كوينتون هوسلي على موقع كلية كرة السلة في سبورتس رفرنس.كوم (الإنجليزية)
- كوينتون هوسلي على موقع ريلجم (الإنجليزية)
- كوينتون هوسلي على موقع بروبوليرز (الإنجليزية)
- كوينتون هوسلي على موقع سبورتس رفرنس (الإنجليزية)